# Noyelles-sur-Selle
Noyelles-sur-Selle település Franciaországban, Nord megyében. Lakosainak száma 661 fő (2022. január 1.). Noyelles-sur-Selle Douchy-les-Mines, Avesnes-le-Sec, Haspres, Lieu-Saint-Amand és Neuville-sur-Escaut községekkel határos.

## Népesség
A település népességének változása:
| Lakosok száma | 742  | 721  | 715  | 705  | 701  | 697  | 685  | 673  | 661  |
|               | 2013 | 2015 | 2016 | 2017 | 2018 | 2019 | 2020 | 2021 | 2022 |